# Albalan
Albalan är en ort i Azerbajdzjan.   Den ligger i distriktet Cəlilabad Rayonu, i den sydöstra delen av landet, 190 kilometer sydväst om huvudstaden Baku. Albalan ligger 140 meter över havet och antalet invånare är 555.
Terrängen runt Albalan är platt åt nordost, men åt sydväst är den kuperad. Närmaste större samhälle är Dzhalilabad, 9,3 kilometer nordost om Albalan.
Omgivningarna runt Albalan är en mosaik av jordbruksmark och naturlig växtlighet. Runt Albalan är det ganska tätbefolkat, med 104 invånare per kvadratkilometer.